# Saison 1984 de l'USFL
Navigation
1983 1985
- Division Central
- Division Pacific
- Division Atlantic
- Division Southern

La saison 1984 de l'USFL est la 2e édition du championnat professionnel de football américain organisé par la ligue mineure dénommée United States Football League.
Il s'agit d'une ligue de printemps dans la mesure où le calendrier de la saison est décalé par rapport à celui de la prestigieuse NFL.
La saison régulière 1984 commence le 26 février et se termine le 25 juin. Les ¼ de finale se déroulent le 30 juin et le 1er juillet, les ½ finales les 7 et 8 juillet et la finale le 15 juillet au Tampa Stadium de Tampa Bay en Floride.
La compétition met en présence dix-huit franchises réparties dans deux conférences. Une conférence se compose de deux divisions de respectivement quatre et cinq franchises.
La finale est remportée par les Stars de Philadelphie.

## Classement général de la saison régulière
| Qualifié pour les 1/4 de finale |

| Division Atlantic    | Division Atlantic | Division Atlantic | Division Atlantic | Division Atlantic | Division Atlantic | Division Atlantic |
| -------------------- | ----------------- | ----------------- | ----------------- | ----------------- | ----------------- | ----------------- |
| Franchise            | Vic.              | Déf.              | Nuls              | % vic.            | +                 | -                 |
| Philadelphia Stars   | 16                | 02                | 0                 | 88,9              | 479               | 225               |
| New Jersey Generals  | 14                | 04                | 0                 | 77,8              | 430               | 312               |
| Pittsburgh Maulers   | 03                | 15                | 0                 | 16,7              | 259               | 379               |
| Washington Federals  | 03                | 15                | 0                 | 16,7              | 270               | 492               |
| Division Southern    |                   |                   |                   |                   |                   |                   |
| Franchise            | Vic.              | Déf.              | Nuls              | % vic.            | +                 | -                 |
| Birmingham Stallions | 14                | 04                | 0                 | 77,8              | 539               | 316               |
| Tampa Bay Bandits    | 14                | 04                | 0                 | 77,8              | 498               | 347               |
| New Orleans Breakers | 08                | 10                | 0                 | 44,4              | 348               | 395               |
| Memphis Showboats    | 07                | 11                | 0                 | 38,9              | 320               | 455               |
| Jacksonville Bulls   | 06                | 12                | 0                 | 33,3              | 327               | 455               |

| Division Pacific    | Division Pacific | Division Pacific | Division Pacific | Division Pacific | Division Pacific | Division Pacific |
| ------------------- | ---------------- | ---------------- | ---------------- | ---------------- | ---------------- | ---------------- |
| Franchise           | Vic.             | Déf.             | Nuls             | % vic.           | +                | -                |
| Los Angeles Express | 10               | 08               | 0                | 55,6             | 338              | 373              |
| Arizona Wranglers   | 10               | 08               | 0                | 55,6             | 502              | 284              |
| Denver Gold         | 09               | 09               | 0                | 50,0             | 356              | 413              |
| Oakland Invaders    | 07               | 11               | 0                | 38,9             | 242              | 348              |
| Division Central    |                  |                  |                  |                  |                  |                  |
| Franchise           | Vic.             | Déf.             | Nuls             | % vic.           | +                | -                |
| Houston Gamblers    | 13               | 05               | 0                | 72,2             | 618              | 400              |
| Michigan Panthers   | 10               | 08               | 0                | 55,6             | 400              | 382              |
| San Antonio Guns    | 07               | 11               | 0                | 38,9             | 309              | 325              |
| Oklahoma Outlaws    | 06               | 12               | 0                | 33,3             | 251              | 459              |
| Chicago Blitz       | 05               | 13               | 0                | 27,8             | 340              | 466              |

## Séries éliminatoires
Les vainqueurs sont en gras
| Date             | Domicile             | Score   | Visiteur            | Remarque              |
| 30 juin 1984     | Philadelphie Stars   | 28 - 07 | New Jersey Generals |                       |
| 30 juin 1984     | Los Angeles Express  | 27 - 21 | Michigan Panthers   | après 3 prolongations |
| 1er juillet 1984 | Birmingham Stallions | 36 - 17 | Tampa Bay Bandits   |                       |
| 1er juillet 1984 | Houston Gamblers     | 16 - 17 | Arizona Wranglers   |                       |

| Date           | Domicile           | Score   | Visiteur             |
| 7 juillet 1984 | Arizona Wranglers  | 35 - 23 | Los Angeles Express  |
| 8 juillet 1984 | Philadelphie Stars | 20 - 10 | Birmingham Stallions |

## Finale
| Date            | Vainqueur          | Score   | Finaliste         |
| 15 juillet 1984 | Philadelphie Stars | 23 - 03 | Arizona Wranglers |